# سه‌گوش زیرچانه‌ای
سه‌گوش زیرچانه‌ای یا مثلث ساب‌منتال (انگلیسی: Submental triangle) یکی از بخش‌های سه‌گوش پیشین (قدامی) گردن است.
اضلاع این سه‌گوش عبارتند از بطن قدامی ماهیچه دوشکمچه‌ای (دیگاستریک) راست و چپ (در دو سو)، استخوان لامی (هیوئید) در پایین و عناصر آن، شامل گره‌های لنفاوی و شبکه سیاهرگی زیرچانه‌ای.